# Агіт Кабаєл
Агіт Кабаєл (нім. Agit Kabayel; 23 вересня 1992) — німецький професійний боксер, «тимчасовий» чемпіон WBC (2025) у важкій вазі, чемпіон Європи за версією EBU (2017—2019, 2023) у важкій вазі.

## Професійна кар'єра
23 червня 2011 року провів перший у профікар'єрі бій.
24 лютого 2017 року виграв вакантний титул чемпіона Європи за версією EBU у важкій вазі. Провів три вдалих захисти проти Дерека ЧІсори (Велика Британія), Міляна Ровчаніна (Сербія) та Андрія Руденка (Україна).
4 березня 2023 року виграв вакантний титул чемпіона Європи за версією EBU у важкій вазі вдруге.
18 травня 2024 року переміг нокаутом у сьомому раунді до того непереможного кубинця Френка Санчеса і завоював титули WBC Continental Americas і NABO North American.
22 лютого 2025 року в бою за вакантний титул «тимчасового» чемпіона WBC у важкій вазі зустрівся з китайцем Чжан Чжілей і здобув перемогу нокаутом в шостому раунді.

## Таблиця боїв
| 26 Перемог (18 нокаутом, 8 за рішенням суддів), 0 Поразок (0 нокаутом, 0 за рішенням суддів) |        |                    |        |            |                |                              |                                                                     |
| Результат                                                                                    | Рекорд | Суперник           | Спосіб | Раунд, час | Дата           | Місце проведення             | Примітки                                                            |
| Перемога                                                                                     | 26-0   | Чжан Чжілей        | KO     | 6 (12)     | 22 лютого 2025 | Venue Riyadh Season, Ер-Ріяд | Завоював вакантний титул «тимчасового» чемпіона WBC у важкій вазі.  |
| Перемога                                                                                     | 25-0   | Френк Санчес       | KO     | 7 (12)     | 18 травня 2024 | Kingdom Arena, Ер-Ріяд       | Завоював титули WBC Continental Americas та WBO-NABO у важкій вазі. |
| Перемога                                                                                     | 24-0   | Арсланбек Махмудов | TKO    | 4 (10)     | 23 грудня 2023 | Kingdom Arena, Ер-Ріяд       | Завоював титули WBC-NABF та WBA Inter-Continental у важкій вазі.    |